# كارل أرنشتاين
كارل أرنشتاين (بالألمانية: Karl Arnstein)‏ هو مهندس نمساوي، ولد في 1887 في براغ في التشيك، وتوفي في 1974.

## وصلات خارجية
- كارل أرنشتاين على موقع مونزينجر (الألمانية)